# الزنزانة الزجاجية (رواية)
الزنزانة الزجاجية The Glass Cell هي رواية تشويق سيكولوجية للكاتبة باتريشا هايسميث صدرت عام 1964.
وتدور أحداث الفيلم عن تأثير السجن على السجين البريء. إذ يدخل بطل الرواية السجن بعد اتهامه بتهمة لم يرتكبها، وهو إنسان بريء ونبيل، لكن ما يجري له في السجن يغيره ليصير إنسانا محبطا يدمن المخدرات ويتحكم العنف بسلوكه.